# Judo na Igrzyskach Panamerykańskich 1975
Turniej w ramach Igrzysk w Meksyku 1975 

## Klasyfikacja medalowa
| Klasyfikacja medalowa | Klasyfikacja medalowa | Klasyfikacja medalowa | Klasyfikacja medalowa | Klasyfikacja medalowa | Klasyfikacja medalowa |
| Miejsce               | państwo               | Złoto                 | Srebro                | Brąz                  | Razem                 |
| --------------------- | --------------------- | --------------------- | --------------------- | --------------------- | --------------------- |
| 1                     | Kanada                | 3                     | 0                     | 2                     | 5                     |
| 2                     | Brazylia              | 1                     | 2                     | 2                     | 5                     |
| 3                     | Kuba                  | 1                     | 2                     | 1                     | 4                     |
| 4                     | Stany Zjednoczone     | 1                     | 1                     | 3                     | 5                     |
| 5                     | Antyle Holenderskie   | 0                     | 1                     | 0                     | 1                     |
| 6                     | Argentyna             | 0                     | 0                     | 1                     | 1                     |
|                       | Dominikana            | 0                     | 0                     | 1                     | 1                     |
|                       | Portoryko             | 0                     | 0                     | 1                     | 1                     |
|                       | Wenezuela             | 0                     | 0                     | 1                     | 1                     |
| Razem                 | Razem                 | 6                     | 6                     | 12                    | 24                    |

## Medaliści
| Konkurencja | 1. miejsce     | 2. miejsce       | 3. miejsce          | 3. miejsce          |
| Mężczyźni   | Mężczyźni      | Mężczyźni        | Mężczyźni           | Mężczyźni           |
| ----------- | -------------- | ---------------- | ------------------- | ------------------- |
| 63 kg       | Brad Farrow    | Héctor Rodríguez | Manuel Luna         | Luiz Shinohara      |
| 70 kg       | Wayne Erdman   | Roberto Machusso | Patrick Burris      | Óscar Strático      |
| 80 kg       | Rainer Fischer | Carlos Motta     | Steve Cohen         | Rafael Kidd         |
| 93 kg       | Ricardo Campos | Irwin Cohen      | Roberto Batista     | Chris Preobrazenski |
| +93 kg      | Allen Coage    | José Ibáñez      | Juan Santos         | Femelo da Silva     |
| open        | José Ibáñez    | Jaime Felipa     | Chris Preobrazenski | Jimmy Wooley        |